# Orazio Fidani
Orazio Fidani (Firenze, 10 luglio 1606 – Firenze, 10 gennaio 1656) è stato un pittore italiano.

## Biografia
Pittore fiorentino della prima metà del Seicento, fu tra i protagonisti del naturalismo fiorentino, con Giovanni Bilivert di cui fu fidato allievo e collaboratore e con Francesco Furini.
La sua pittura è caratterizzata dal modo romantico di interpretare sia le scene bibliche che quelle profane. In molti dei suoi dipinti, prevalentemente di grandi dimensioni, si notano indubbie influenze caravaggesche.
Operò in varie chiese del contado toscano, e alla fine della sua breve vita, si stabilì presso la Certosa del Galluzzo, dove eseguì un gran numero di dipinti sia su tela che su muratura.

## Opere conosciute e loro localizzazione
- Bagno a Ripoli, Pieve di San Pietro (Bagno a Ripoli) - Decollazione di San Giovanni Battista
- Montopoli in Val d'Arno, Pieve di Santo Stefano e San Giovanni Evangelista – La Resurrezione di Cristo 1642
- Castelfiorentino, Chiesa di Santa Verdiana – San Francesco in estasi
- Catania, Collezione privata – Amor vincitore
- Cortona, Chiesa di san Francesco – Incontro di Giovacchino e Anna
- Firenze, Certosa del Galluzzo – Martirio di un monaco certosino
- Firenze, Certosa del Galluzzo – San Benedetto 1653
- Firenze, Certosa del Galluzzo – San Gerolamo 1650
- Firenze, Certosa del Galluzzo – San Gerolamo 1653
- Firenze, Certosa del Galluzzo – San Giovanni Battista  1653
- Firenze, Certosa del Galluzzo – San Giovanni Evangelista 1650
- Firenze, Certosa del Galluzzo – San Gregorio Magno  1650
- Firenze, Certosa del Galluzzo – San Matteo  1650
- Firenze, Certosa del Galluzzo – Sant'Agostino 1650
- Firenze, Certosa del Galluzzo – Sant'Ambrogio 1650
- Firenze, Certosa del Galluzzo – Sant'Antonio abate 1653
- Firenze, Collezione Acton – Cleopatra 1652
- Firenze, Collezione privata – Allegoria dell'estate
- Firenze, Collezione privata – Allegoria della musica 1649
- Firenze, Collezione privata – Cefalo e Procri 1630-35
- Firenze, Collezione privata – Eco e Narciso 1652
- Firenze, Collezione privata – Lot e le figlie
- Firenze, Collezione privata – Pan e Siringa
- Firenze, Collezione privata – Scena satiresca*Firenze, Collezione privata – Vetumno e Pomona
- Firenze, Corridoio vasariano – Ritratto di un uomo 1654
- Firenze, Depositi delle Gallerie Fiorentine - Martirio di Sant'Erasmo
- Firenze, Depositi delle Gallerie Fiorentine - Martirio di un monaco certosino
- Firenze, Depositi delle Gallerie Fiorentine – Ritratto di giovane 1654
- Firenze, Depositi delle Gallerie Fiorentine – Tobiolo guarisce il padre 1650-55
- Firenze, Galleria Corsini - Bacco
- Firenze, Galleria Corsini – Satiro
- Firenze, Galleria degli Uffizi – Angelica e Medoro 1634
- Firenze, Galleria degli Uffizi – Autoritratto 1654
- Greve in Chianti, Collezione privata – Ritratto di Giovanni da Verrazzano
- Greve in Chianti, Collezione privata – Ritratto di Lodovico da Verrazzano
- Incisa Valdarno, Museo civico – San Michele pesa le anime
- Pietrasanta, Chiesa di San Francesco – Sant'Antonio
- Pistoia, Pieve a Celle – Battesimo di Cristo 1635
- Pistoia, Pieve a Celle – Sposalizio di Santa Caterina 1635
- Quinto, Convento di Santa Lucia della Castellina – Funerali di Sant'Alberto
- Roma, Galleria Nazionale – Pesciaiolo
- Ronta del Mugello, santa Maria a Pulicciano – Annunciazione 1630
- Signa, Pieve della Beata – Martirio di San Pietro martire
- Venezia, Collezione privata – Pesciaiolo
- Venezia, Collezione privata – Venditore di pesce
- Montaione, Chiesa di San Regolo – "Angelo custode"
- Bissone, Canton Ticino, Museo Tencalla – Morte di Didone 1640
- San Pietroburgo, Museo dell'Ermitage – Suonatore di flauto
- Londra, Collezione privata – San Gerolamo in penitenza
- New York, P.H.Ganz Collection – Una chitarrista